# Bahram Vallis
Bahram Vallis es una formación geológica de tipo valle en la superficie de Marte, localizada con el sistema de coordenadas planetocéntricas a 21.57° latitud N y 304.48° longitud E, que mide 269.68 km de diámetro. El nombre fue aprobado por la Unión Astronómica Internacional en 1976 y hace referencia a una de las características de albedo en Marte que toma el nombre de la palabra en idioma persa del planeta Marte.